# Пирамиди в Босна
Пирамидите в Босна са няколко естествени възвишения в Босна и Херцеговина край град Високо, Зенишко-добойски кантон (Федерация Босна и Херцеговина).
Включват така наречените Пирамида на Слънцето и Пирамида на Луната.
Според псевдонаучната хипотеза на Семир Османагич, д-р по социология, бизнесмен, самообявил се изследовател и псевдоархеолог, те представляват древни изкуствени пирамиди. През 2005 година Османагич обявява с шумна медийна кампания, че е открил в един от хълмовете тунели и каменна зидария, но независими изследвания изцяло отхвърлят твърденията му.
Независимо от нееднократните научни опровержения, туристическият интерес към „пирамидите“ продължава.